# 香川 (茅ヶ崎市)
香川（かがわ）は、神奈川県茅ヶ崎市の地名。現行行政地名は大字香川と香川一丁目から香川七丁目。住居表示は、一丁目〜七丁目のみ実施済区域。

## 地理
茅ヶ崎市の北部に位置し、北にみずき、北東に下寺尾、東に松風台、南東に甘沼と円蔵、南に西久保、寒川町大曲と接している。

### 地価
住宅地の地価は、2023年（令和5年）1月1日の公示地価によれば、香川6-18-15の地点で15万9000円/m2となっている。

## 世帯数と人口
2023年（令和5年）9月1日現在（茅ヶ崎市発表）の世帯数と人口は以下の通りである。
| 大字・丁目 | 世帯数    | 人口     |
| ---------- | --------- | -------- |
| 香川       | 0世帯     | 0人      |
| 香川一丁目 | 1,079世帯 | 2,457人  |
| 香川二丁目 | 690世帯   | 1,652人  |
| 香川三丁目 | 618世帯   | 1,530人  |
| 香川四丁目 | 1,154世帯 | 2,711人  |
| 香川五丁目 | 355世帯   | 770人    |
| 香川六丁目 | 806世帯   | 1,872人  |
| 香川七丁目 | 279世帯   | 613人    |
| 計         | 4,981世帯 | 11,605人 |

### 人口の変遷
国勢調査による人口の推移。
| 年                 | 人口   |
| ------------------ | ------ |
| 1995年（平成7年）  | 10,973 |
| 2000年（平成12年） | 11,508 |
| 2005年（平成17年） | 11,528 |
| 2010年（平成22年） | 11,493 |
| 2015年（平成27年） | 11,515 |
| 2020年（令和2年）  | 11,637 |

### 世帯数の変遷
国勢調査による世帯数の推移。
| 年                 | 世帯数 |
| ------------------ | ------ |
| 1995年（平成7年）  | 3,548  |
| 2000年（平成12年） | 3,923  |
| 2005年（平成17年） | 4,182  |
| 2010年（平成22年） | 4,345  |
| 2015年（平成27年） | 4,597  |
| 2020年（令和2年）  | 4,825  |

## 学区
市立小・中学校に通う場合、学区は以下の通りとなる（2023年3月時点）。
| 大字・丁目 | 番・番地等                 | 小学校                 | 中学校                 |
| ---------- | -------------------------- | ---------------------- | ---------------------- |
| 香川       | 全域                       | 茅ヶ崎市立香川小学校   | 茅ヶ崎市立北陽中学校   |
| 香川一丁目 | 10番（ライトタウン茅ヶ崎） | 茅ヶ崎市立鶴が台小学校 | 茅ヶ崎市立鶴が台中学校 |
| 香川一丁目 | その他                     | 茅ヶ崎市立香川小学校   | 茅ヶ崎市立鶴が台中学校 |
| 香川二丁目 | 1番、19番                  | 茅ヶ崎市立香川小学校   | 茅ヶ崎市立鶴が台中学校 |
| 香川二丁目 | 2〜18番 20〜31番           | 茅ヶ崎市立香川小学校   | 茅ヶ崎市立北陽中学校   |
| 香川三丁目 | 全域                       | 茅ヶ崎市立香川小学校   | 茅ヶ崎市立鶴が台中学校 |
| 香川四丁目 | 全域                       | 茅ヶ崎市立香川小学校   | 茅ヶ崎市立鶴が台中学校 |
| 香川五丁目 | 全域                       | 茅ヶ崎市立香川小学校   | 茅ヶ崎市立北陽中学校   |
| 香川六丁目 | 全域                       | 茅ヶ崎市立香川小学校   | 茅ヶ崎市立北陽中学校   |
| 香川七丁目 | 全域                       | 茅ヶ崎市立香川小学校   | 茅ヶ崎市立北陽中学校   |

- 香川小学校通学区域の全部に特認地域があります。

## 事業所
2021年（令和3年）現在の経済センサス調査による事業所数と従業員数は以下の通りである。
| 大字・丁目       | 事業所数  | 従業員数 |
| ---------------- | --------- | -------- |
| 香川・香川一丁目 | 60事業所  | 384人    |
| 香川二丁目       | 16事業所  | 68人     |
| 香川三丁目       | 19事業所  | 183人    |
| 香川四丁目       | 51事業所  | 309人    |
| 香川五丁目       | 44事業所  | 257人    |
| 香川六丁目       | 26事業所  | 143人    |
| 香川七丁目       | 9事業所   | 90人     |
| 計               | 225事業所 | 1,434人  |

### 事業者数の変遷
経済センサスによる事業所数の推移。
| 年                 | 事業者数 |
| ------------------ | -------- |
| 2016年（平成28年） | 219      |
| 2021年（令和3年）  | 225      |

### 従業員数の変遷
経済センサスによる従業員数の推移。
| 年                 | 従業員数 |
| ------------------ | -------- |
| 2016年（平成28年） | 1,568    |
| 2021年（令和3年）  | 1,434    |

## 交通

### 鉄道
- 東日本旅客鉄道（JR東日本） 相模線
  -     - 香川駅

## 施設
- 茅ヶ崎香川郵便局
- 茅ヶ崎市立香川小学校
- 香川グリーンゴルフ
- 茅ヶ崎市役所香川駅前出張所

## その他

### 日本郵便
- 郵便番号 : 253-0082[3]（集配局 : 茅ヶ崎郵便局[16]）。

## その他

### 日本郵便
- 郵便番号 : 253-0082[3]（集配局 : 茅ヶ崎郵便局[16]。